# Dendrobium tortile
Dendrobium tortile är en orkidéart som beskrevs av John Lindley. Dendrobium tortile ingår i släktet Dendrobium, och familjen orkidéer. Inga underarter finns listade i Catalogue of Life.

## Bildgalleri

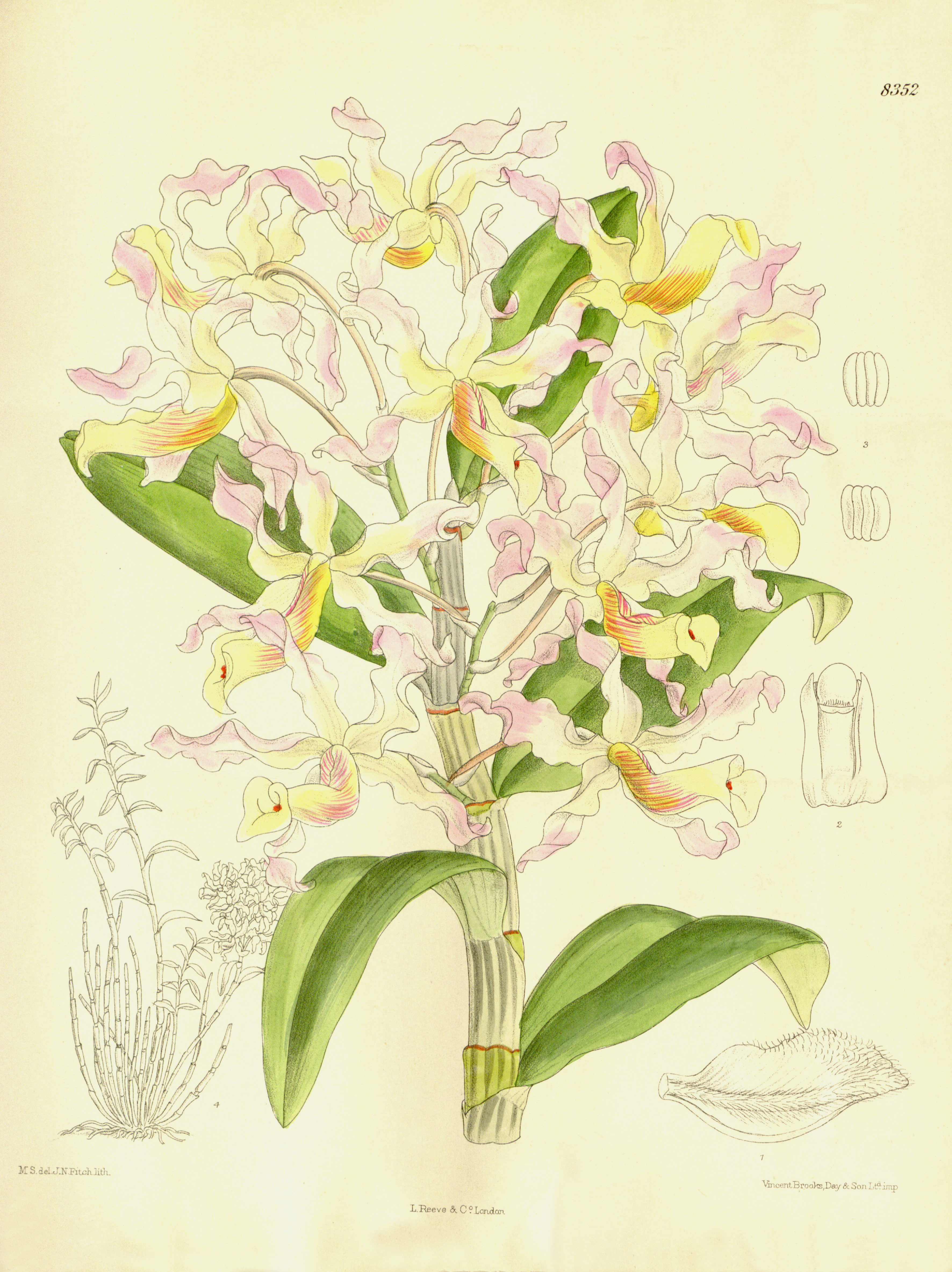